# Малик Василь Іванович
Василь Іванович Малик (нар. 23 листопада 1968, Дрогобич, Львівська область, УРСР) — радянський та український футболіст, згодом український тренер, виступав на позиції нападника та півзахисника. 

## Кар'єра гравця
Народився в Дрогобичі, вихованець місцевої ДЮСШ. Перший тренер — В. Максимов. Футбольну кар'єру розпочав у 1986 році в складі дрогобицького «Авангарду» в чемпіонаті Львівської області. Наступного року виступав разом з дрогобицьким колективом у чемпіонаті УРСР серед КФК. У 1988 році проходив військову службу. У 1989 році повернувся до «Авангарду», в якому виступав до грудня того ж року, коли «Авангард» було розформовано, а на його базі створено «Галичину» (Дрогобич). У 1990 році перейшов до чортківського «Кристалу», який виступав у чемпіонаті Тернопільської області (11 матчів).
Того ж року виїхав до Польщі, де підписав контракт з нижчоліговим ЯКС 1909 (Ярослав), у футболці якого в сезоні 1990/91 років зіграв 19 матчів та відзначився 4-а голами. У 1991 році повернувся до Дрогобича, де знову виступав у складі місцевої «Галичини». Того сезону команда дебютувала в Другій союзній лізі, у якій Малик провів 4 матчі. Після цього вдруге виїхав до Польщі, де протягом півтора сезони знову виступав у ЯКС 1909 (Ярослав) (40 матчів, 10 голів). Під час зимової перерви сезону 1992/93 років повернувся в Україну.
Після свого повернення підписав контракт з «Галичиною». Дебютував у другій лізі чемпіонату України 3 квітня 1993 року в переможному (1:0) виїзному поєдинку 19-о туру проти одеського «Чорноморця-2». Василь вийшов на поле в стартовому складі та відіграв увесь матч, а на 38-й хвилині отримав жовту картку. Дебютним голом за «Галичину» відзначився 22 вересня 1995 року на 14-й хвилині нічийного (1:1) виїзного поєдинку 13-о туру групи А Другої ліги проти одеського «Динамо-Флеш». Малик вийшов на поле в стартовому складі та відіграв увесь матч. У дрогобицькій команді відіграв 5 сезонів, за цей період у Другій лізі провів 85 матчів (5 голів), ще 5 матчів (1 гол) провів у кубку України.
Під час зимової перерви сезону 1997/98 років залишив «Галичину». Далі виступав за футзальну команду міста «Каменяр», з якою здобув срібні нагороди першої ліги, а також став найкращим бомбардиром першості, розділивши це звання з трьома іншими гравцями. У 8 матчах Малик відзначився 14 разів. У 1998 році виїхав до Росії, де виступав за абаканську «Реформацію» в аматорському чемпіонаті Росії. Допоміг абаканському клубу завоювати путівку до Другого дивізіону російського чемпіонату. У сезоні 1998/99 років також виступав за футзальний клуб Дрогобича — «Каменяр». У 1999 році повернувся до «Реформації», де разом з командою виступав у Другому дивізіоні. Після 9-о туру сезону 2000 року через фінансові проблеми команда знялася з чемпіонату Росії. На той час Малик встиг відіграти в абаканській команді 35 матчів (9 голів) у чемпіонаті Росії та 2 поєдинки (1 гол) у кубку Росії. По ходу сезону 2000 року перейшов у першоліговий красноярський «Металург». Дебютував за нову команду 8 липня 2000 року в програному (0:1) домашньому поєдинку 19-о туру проти липецького «Металурга». Василь вийшов на поле в стартовому складі, а на 58-й хвилині його замінив Сергій Зеленов. Проте закріпитися в команді не зумів, зігравши після цього лише в 1-у поєдинку кубка Росії.
У 2001 році повернувся до України. У сезоні 2001/02 років був у заявці «Галичини» в Другій лізі, але на поле в офіційних матчах не виходив. Останнім клубом у кар'єрі гравця Василя Малика були «Карпати» (Трускавець). По завершенні сезону 2002/03 років завершив кар'єру футболіста.

## Кар'єра тренера
Після повернення з Росії, з квітня 2001 року очолював дрогобицьку «Галичину», проте вже незабаром залишив свою посаду. У 2003 році знову нетривалий період часу очолював дрогобицький колектив. Потім очолював ФК «Миколаїв».
8 квітня 2014 року Василь Малик змінив на полсаді головного тренера стрийської «Скали» Володимира Книша. За підсумками сезону 2015/16 років «Скала» посіла 5-е місце в Другій лізі, але у зв'язку з розширенням кількості учасників Першої ліги отримала можливість підвищитися в класі. 7 лютого 2017 року залишив посаду головного тренера.
30 грудня 2017 року очолив ФК «Калуш». 22 листопада 2018 року залишив посаду головного тренера калуського клубу. На момент відходу Василя Малика «Калуш» посідав 3-є місце в турнірній таблиці групи А Другої ліги 2018/19.
Із січня 2019 року до жовтня 2020 року був головним тренером тернопільської «Ниви».
З 21 червня до 19 вересня 2023 року вдруге очолював тернопільську «Ниву».

## Особисте життя
Має молодшого брата, Віталія, також професійного футболіста.

## Нагороди і досягнення

### Командні
Друга ліга України
«Нива» (Тернопіль)
 Чемпіон (1)
2019/20 (група «А»)
Кращий тренер Другої ліги 2018/19
 «Каменяр»
- Перша ліга з футзалу
  -  Бронзовий призер (1): 1997/98

### Особисті
- Найкращий бомбардир Першої ліги з футзалу (1): 1997/98 (14 м'ячів, разом з Сергієм Кузюковим, Володимиром Дейнегою і Віктором Поповим)